# 傾城之最
《傾城之最》是香港歌手黎明的首張精選輯，全碟由陳永明監製，專輯於1992年9月由唱片公司寶麗金首次以發行，獲得六白金銷量（30萬張以上）。

## 製作
《傾城之最》收錄了 14 首粵語歌曲，包括〈我的親愛〉及〈一夜傾情〉2 首新曲及 12 首黎明主唱的舊曲，〈我的親愛〉的曲名以偏正短語為組成，歌曲改編自日本流行音樂創作歌手 Noriyuki Makihara 創作的歌曲，由唐奕聰編曲，劉卓輝填詞，歌詞保留了原始版本的少部分元素，例如日語歌詞「Sayonara」，並將不同語言的歌詞押韻，歌曲其中一個版本的音樂短片由黎明和李嘉欣合作演出，在尖沙咀天星碼頭公共空間取景拍攝；〈一夜傾情〉改編自日本搖滾樂團安全地帶成員 Kōji Tamaki 創作的歌曲〈恋の予感〉，由 Antonio Arevalo Jr. 編曲、陳劍和填詞，通過歌詞中的「紅日」、「霓虹」、「明月」等詞語呈現出黃昏到晚上的浪漫景象，突顯出正在「抱擁所愛」的詞中人，歌曲曾於1992年9月12日至25日期間在電視廣播有限公司的《勁歌推介》節目內播出。

## 發行與宣傳
為配合1992年10月舉行的《黎明一夜傾情演唱會》，《傾城之最》專輯於該年9月以卡式帶及鐳射唱片形式推出，隨專輯附送1本黎明的16頁畫冊。新加坡傳媒報導指該專輯於9月22日在當地發行，憑專輯內的音樂卡可參加抽獎，得獎者可獲3張香港來回機票及3張《黎明一夜傾情演唱會》門票。此專輯其後曾推出24K金碟及黑膠唱片版本，並於2021年1月由香港環球唱片以卡式帶套裝形式重新發行。

## 曲目
| 曲序     | 曲目                |          | 作曲                                         | 编曲     | 選自       | 备注 | 时长  |
| -------- | ------------------- | -------- | -------------------------------------------- | -------- | ---------- | --- | ----- |
| 1.       | 我的親愛            | 劉卓輝   | Noriyuki Makihara                            | 唐奕聰   |            | 新歌，改编自槇原敬之的〈もう恋なんてしない〉 國語版本為《莎呦娜啦》                                            | 4:21  |
| 2.       | 一夜傾情            | 向雪懷   | Kōji Tamaki                                  | 盧東尼   |            | 新歌，改编自安全地帶的〈恋の予感〉 同曲曲目：鍾鎮濤〈迷離地帶〉、陳百強〈冷風中〉 國語版本為《誰領我的心靠岸》 | 4:45  |
| 3.       | 今夜妳會不會來      | 簡寧     | 林東松                                       | 王豫民   | 我的感覺   | | 4:12  |
| 4.       | 對不起，我愛你      | 向雪懷   | 盧東尼                                       | 盧東尼   | 是愛、是緣 | | 3:49  |
| 5.       | 我的感覺            | 向雪懷   | 黎明                                         | 盧東尼   | 我的感覺   | | 4:38  |
| 6.       | 人在黎明            | 陳少琪   | 高人傑                                       | 盧東尼   | 是愛、是緣 | | 4:20  |
| 7.       | Oh！夜              | 陳少琪   | Kazumasa Oda                                 | 唐奕聰   | 是愛、是緣 | | 4:08  |
| 8.       | 我來自北京（Remix） | 劉卓輝   | Keith Stuart                                 | 陳澤忠   |            | | 5:17  |
| 9.       | 如果這是情          | 向雪懷   | Kōji Tamaki                                  | 杜自持   | 親近你     | | 4:03  |
| 10.      | 夜夜夢中見          | 向雪懷   | Toshio Kihara Yukio Aizawa Takashi Matsumoto | 盧東尼   | 是愛、是緣 | | 4:46  |
| 11.      | 兩心知              | 向雪懷   | 飛鳥涼                                       | 盧東尼   | 我的感覺   | | 4:25  |
| 12.      | 相逢在雨中          | 簡寧     | 曹俊鴻                                       | 杜自持   | Leon       | | 3:52  |
| 13.      | 人在邊緣            | 陳少琪   | 盧東尼                                       | 盧東尼   | 親近你     | | 4:07  |
| 14.      | 是愛是緣            | 簡寧     | 陳永明                                       | 盧東尼   | 是愛、是緣 | | 3:44  |
| 总时长： | 总时长：            | 总时长： | 总时长：                                     | 总时长： | 总时长：   | 总时长： | 60:26 |

## 幕後製作人員
以下是《傾城之最》專輯的幕後製作人員名單：
- 鍵琴：唐奕聰（曲目1）、盧東尼（曲目2）
- 結他：蘇德華（曲目1,2）
- 低音結他：林志宏（曲目2）
- 鼓：陳偉強（曲目2）
- 弦樂：黃偉明（曲目2）
- 電子樂器：唐奕聰（曲目1）
- 和音：Barry（曲目1）、馮文傑（曲目1）、陳美鳳（曲目1,2）、陳碧清（曲目1,2）、雷有輝（曲目1）、李小梅（曲目1,2）、*蘇德華（曲目1）
- 美術指導：Joel Chu
- 母帶處理：Clement Pong
- 攝影：Sam Wong
- 監製：陳永明
- 經理人公司：百事活娛樂事業有限公司

## 評論摘要
綜合各界評論，這張專輯的主打歌曲〈我的親愛〉在音樂和台風方面都是走跳脫路線，歌曲以失戀為主題，但整首歌並沒有苦澀的感覺，反而是活潑可愛，適合大情人形象的黎明主唱，黎明在演繹副歌「Sayonara o Sayonara o」的時候，會做出兩下看似炒菜的動作，然後做一個敬禮動作，被外界視為是這首歌的「招牌手勢」，也是黎明的經典台風之一。

## 流行榜成績
以下是《傾城之最》的派台歌曲名單，以及其歌曲在香港三大電子媒體音樂流行榜的最高位置。
| 派台歌曲／流行榜 | 903專業推介 | 中文歌曲龍虎榜 | 勁歌金榜 | 參考   |
| ---------------- | ----------- | -------------- | -------- | ------ |
| 〈我的親愛〉     | 冠軍        | 冠軍           | 冠軍     | [ 18 ] |
| 〈一夜傾情〉     | 第4位       | 亞軍           | 冠軍     | [ 19 ] |

## 獎項
以下是收錄於《傾城之最》專輯的歌曲獲頒發的獎項：
- 電視廣播有限公司1992年度勁歌金曲季選——第三季得獎歌曲〈我的親愛〉[20]
- 電視廣播有限公司1992年度勁歌金曲季選——第四季得獎歌曲〈一夜傾情〉[21]
- 電視廣播有限公司1992年度勁歌金曲頒獎典禮——十大勁歌金曲獎〈我的親愛〉[22]
- 香港電台1992年度十大中文金曲頒獎音樂會——十大中文金曲獎〈我的親愛〉[23]
- 香港商業電台1992年度叱吒我最喜愛歌曲——第三回合得獎歌曲〈我的親愛〉[24]